# Пашмаклийска афера
Пашмаклийската или Ахъчелебийската афера (или Аферата „Хаджи Нурия“) е провал на Одринския окръг на Вътрешната македоно-одринска революционна организация от пролетта на 1901 година, който, разтърсва организацията в Пашмаклийско (Ахъчелебийско).

## Причини
На 11/24 май районната чета под войводството на Марин Чолаков, в състав Петър Даракчиев, Васил Каракехая, Недялко Килев, Атанас Тропчов, Г. Дългия, Иван Каладжиев, Стефан Чакъров, Манол Куцината, Георги Фертика и Д. Попето, подсилена от местна милиция прави засада между Смилян и Палас на Салих паша Сиврия, местен богаташ и деребей, който се очаквало, че носи много пари. Вместо Салих паша по пътя минава посиненикът му Хаджи Нурия бей заедно със свита от шестима смилянчани. При нападението Нурия е тежко ранен, но оцелява. Четата се оттегля в планината Олуейля и към Габрово, където се укрива 20 дни. За разколничество е наказан със смърт Георги Фертика – участник в Четническата акция от 1895 година в четата на Стою Костов.
Движението на четата е предадено и след две седмици властите започват мащабни арести в района, целящи да разбият появилата се революционна мрежа. Пашмаклийският затвор се препълва и арестуваните са изпращани в Одрин. Арестувани са дори и доносниците, които стоят в Одрин до произнасянето на присъдите. Значителна част от арестуваните са освободени поради липса на доказателства, а други, заедно с тези подлъгани да направят самопризнания с обещание за освобождаване, са осъдени от 3 до 5 години. Някои като свещеник Атанас Келпетков от Устово получават доживотен затвор (101 години).
| Арестувани при Пашмаклийската афера | Арестувани при Пашмаклийската афера | Арестувани при Пашмаклийската афера | Арестувани при Пашмаклийската афера  |
| Номер                               | Име                                 | Родно място                         | Длъжност                             |
| ----------------------------------- | ----------------------------------- | ----------------------------------- | ------------------------------------ |
| 1                                   | Атанас Келпетков                    | Устово                              | свещеник                             |
| 2                                   | Георги Попанастасов                 | Устово                              | учител                               |
| 3                                   | Киряк Данчев                        | Устово                              |                                      |
| 4                                   | Стою Стояновски                     | Устово                              | баща на Дечо Стояновски              |
| 5                                   | Стоян Д. Стояновски                 | Устово                              |                                      |
| 6                                   | Иван П. Самарджиев                  | Устово                              |                                      |
| 7                                   | Хараламбо Костов                    | Устово                              |                                      |
| 8                                   | Георги А. Сулинаджиев               | Устово                              | търговец                             |
| 9                                   | Христо Н. Шишков                    | Устово                              | учител                               |
| 10                                  | Ангел Атанасов                      | Устово                              |                                      |
| 11                                  | Димитър Хаджииванов                 | Устово                              |                                      |
| 12                                  | Иван М. Видров                      | Устово                              |                                      |
| 13                                  | Стефан Згуров                       | Устово                              |                                      |
| 14                                  | Атанас Згуров                       | Устово                              |                                      |
| 15                                  | Васил Данаилов                      | Райково                             | учител                               |
| 16                                  | Димитър Мавров                      | Райково                             | по-късно свещеник                    |
| 17                                  | Гаврил Кобатев                      | Райково                             |                                      |
| 18                                  | Васил Т. Мавродиев                  | Райково                             | учител                               |
| 19                                  | Георги Рупецов                      | Райково                             |                                      |
| 20                                  | Иван Д. Караманджуков               | Чокманово                           |                                      |
| 21                                  | Георги Янакиев                      | Чокманово                           |                                      |
| 22                                  | Насо Ст. Кисимов                    | Чокманово                           |                                      |
| 23                                  | Георги Л. Милковски                 | Чокманово                           |                                      |
| 24                                  | Пантелей Кузманов                   | Долно Дерекьой                      | свещеник                             |
| 25                                  | Атанас Сбирков                      | Долно Дерекьой                      | кехая                                |
| 26                                  | Атанас Т. Стронгелов                | Турян                               | свещеник                             |
| 27                                  | Никола Георгиев                     | Турян                               |                                      |
| 28                                  | Тодор Гавраилов                     | Долно Фатово                        | свещеник, починал в Одринския затвор |
| 29                                  | Тодор Мачев                         | Фатово                              |                                      |
| 30                                  | Насо Г. Марушин Широколийски        | Фатово                              |                                      |
| 31                                  | Вълчо Ташев                         | Фатово                              |                                      |
| 32                                  | Стайко Попстефанов                  | Фатово                              |                                      |
| 33                                  | поп Атанас                          | Аламидере                           | свещеник                             |
| 34                                  | Ташо Мухтаря                        | Аламидере                           | кмет                                 |
| 35                                  | Иван Момчилов                       | Аламидере                           |                                      |
| 36                                  | Петър Начов                         | Аламидере                           |                                      |

В пашмаклийския затвор арестуваните са силно измъчвани – бити по краката с шомполи, забивана им е горяща борина под ноктите, поставяни са им торби с пясък на корема. Някои от изтезаваните признават участието си и издават връзките, които имат. Призналите също са осъдени, но на по-малки срокове. Цялостно от аферата пострадват не само дейци на революционната организация, а и напълно несвързани с нея хора. Много революционни дейци са принудени да забегнат в България. Аферата се пренася и в съседните околии – Даръдеренско и Ксантийско, където също има арестувани и забегнали.
Към края на март 1904 година поради дадената от султана амнистия, всички политически затворници в Одрин са освободени.